# Id Tech 6
Chronologie des versions
Id Tech 5 Id Tech 7
id Tech 6 est la 6e version du moteur de jeu d'id software, sortie sept ans après l'id Tech 5.
Doom (2016) est le premier jeu utilisant l'id Tech 6, dévoilé à la QuakeCon 2014,. Il s'agit de la dernière version dont la programmation a été dirigée par John Carmack[réf. nécessaire], qui désormais ne travaille plus chez Id Software.
Wolfenstein II: The New Colossus (2017), développé par MachineGames, utilise l'id Tech 6, mais aussi Doom VFR d'id software.
Ce moteur a servi de base à l'élaboration du moteur Void Engine (qui n'utilise que 30% du code source d'id Tech 6) développé par Arkane Studios, utilisé notamment dans Dishonored 2.

## Ajouts par rapport à id Tech 5
Selon les premiers tests, la principale innovation d'id Tech 6 est une finition du rendu hyper-réaliste.